# Macropinna microstoma
Macropinna microstoma, vrsta morske ribe iz sjevernog Pacifika batipelagičke zone, porodica bačvooke (Opisthoproctidae), red Argentiniformes. Živi od Beringovog mora do Japana i poluotoka Baja California. Znanosti je poznata od 1939. (Chapman). Karakterizira ju nekoliko bizarnih značajki, malena usta i tubularne oči koje može pokretati svako za sebe, rotirati njima i prikupljati svjetlost.
U eng. jeziku poznata je kao Barreleye. Izučili su je Bruce Robison i Kim Reisenbichler.